# Juárez y Maximiliano
Juárez y Maximiliano es una película de drama histórico mexicano de 1934, dirigida por Miguel Contreras Torres y Raphael J. Sevilla. La película está ambientada durante la intervención francesa en México durante la década de 1860 y presenta el conflicto entre Maximiliano I de México y Benito Juárez.
El argumento está basado en la obra homónima de 1925 de Franz Werfel. Dicho argumento se utilizó nuevamente en la posterior película estadounidense Juárez de 1939. Fue uno de los pocos grandes éxitos comerciales de la industria cinematográfica mexicana en la temprana era sonora, antes del comienzo de la Época de Oro del cine mexicano.

## Reparto
- Medea de Novara como Carlota.
- Enrique Herrera como Maximiliano.
- Alfredo del Diestro como Mariscal Bazaine.
- Antonio R. Frausto como Porfirio Díaz.
- Froylan B. Tenes como Benito Juárez.
- Matilde Palou como la princesa Inés de Salm-Salm.
- Julio Villarreal como Capitán Pierron.
- Carlos Orellana como Doctor Basch.
- María Luisa Zea como Jardinera.
- Mario Martínez Casado como José Luis Blasio.
- Manuel Tamés como Grill.
- Ramón Peón como Tudos.
- Luis G. Barreiro como Profesor Billibeck.
- Abraham Galán como Coronel Miguel López.
- Fernando Nava Ferriz como General Mariano Escobedo.
- Alberto Miquel como Conde Thun.
- Godofredo del Castillo como Arzobispo Labastida y Dávalos.
- Roberto E. Guzmán como General Miguel Miramón.
- Jesús Melgarejo como General Vicente Riva Palacio.
- Ángel T. Sala como General Corona.
- J. Enríquez como General Tomás Mejía.
- Victorio Blanco como General Leonardo Márquez.
- Alberto Galán como Hersfeld.
- A. Sáenz como Conde Bombelles.